# Федерал-Триэнгл (станция метро)
Федерал-Триэнгл (англ. Federal Triangle) — станция Вашингтонгского метрополитена, совместная для Синей, Оранжевой и Серебряной линий.
Станция обслуживается «Транспортным Управлением Вашингтонской Агломерации».
Станция была открыта 1 июля 1977 года.

## Характеристика
Тип станции — односводчатая подземная. Она представлена одной островной прямой платформой.
Станция Федерал-Триэнгл расположена на территории Федерал-Триэнгл в Даунтауне на 12-й улице между Пенсильвания-авеню и Конститушин-авеню, Северо-Западный квадрант Вашингтона (округ Колумбия).
Пассажиропоток — 3.972 млн. ▼ 3% (на 2006 год).

## Эксплуатация
Открытие станции было совмещено с завершением строительства 1-й очереди Синей линии — участка длиной 19,0 км, соединяющей Национальный аэропорт и РФК Стэдиум и открытием ещё 17 станций: Арлингтонское кладбище, Вашингтонский национальный аэропорт имени Рональда Рейгана, Истерн-Маркет, Кристал-сити, Кэпитал-Саут, Л'Энфант плаза, Мак-Фёрсон-сквер, Пентагон, Пентагон-сити, Потомак-авеню, Росслин, Смитсониан, Стэдиум-Армэри, Фаррагут-Уэст, Федерал-Сентер Саут-Уэст и Фогги-Боттом — Джи-Дабл-ю-Ю.  Оранжевая линия обслуживает станцию со времени открытия 20 ноября 1978 года. Серебряная линия обслуживает станцию со времени открытия 26 июля 2014 года.
Сейчас станция эксплуатируется одновременно (по одним путям в разные направления) тремя линиями: Синей, Оранжевой и Серебряной.